# Allgemeiner Deutscher Comic-Preiskatalog
Unter der Bezeichnung Allgemeiner Deutscher Comic-Preiskatalog (anfangs Comic Heft Katalog) erscheint seit 1976 ein jährlich aktualisiertes Verzeichnis nahezu aller in deutscher Sprache veröffentlichten Comics mit ihren aktuellen Sammlerpreisen. 

## Der Preiskatalog
Die ersten drei Ausgaben wurden von Peter Orban herausgegeben, der auf die Daten aus Peter Skodziks Deutsche Comic-Bibliographie zurückgriff. Ab 1979 wurde die Reihe von Peter Skodzik herausgegeben, seit 1985 in Zusammenarbeit mit dem Verleger Norbert Hethke. Nach dem Tode Hethkes 2007 wurde der Katalog seit 2009 von Günther Polland herausgegeben, seit 2016 von Stefan Riedl.
Anfangs wurden nur Nachkriegs-Publikationen aufgeführt, Ende der 1980er-Jahre wurde der Katalog um die (verhältnismäßig wenigen) Vorkriegs-Publikationen erweitert. 
Nicht verzeichnet werden kostenlos verteilte Comics (z. B. KNAX oder Lurchi), nur in sehr geringen – meist fotokopierten – Auflagen hergestellte Comics sowie unlizenzierte Plagiate wie Asterix und das Atomkraftwerk. Erst seit der Ausgabe 2005 werden auch Sammelbände verzeichnet, die lediglich aus Remittenden alter Hefte bestehen.

## Sammlerpreise
Die Sammlerpreise werden jedes Jahr nach der Kölner Comic-Messe im Mai, in Friedrichsdorf von 11 Händlern und Sammlern beschlossen.
Das Heft mit dem derzeit höchsten Sammlerwert (Stand: 2017) ist Micky Maus 1/1951 mit 22000 Euro, von dem wenige gut erhaltene Exemplare bekannt sind. Weitere der teuersten Hefte sind unter anderem das Superman-Heft (damals noch mit Doppel-n geschrieben) Nr. 1 von 1950 (13000 Euro). Diese Preise gelten jedoch nur für sehr gut erhaltene Exemplare, schon kleinste Beschädigungen oder Knicke lassen den Wert stark sinken.

## Andere Kataloge
1997 brachte der Comichändler Andreas Krägermann einen eigenen Preiskatalog unter dem Titel Krägermanns Comic Katalog heraus. Dieser verkaufte sich jedoch nicht so gut wie erhofft, so dass keine weiteren Ausgaben herauskamen.
1998 brachte die Firma RoKo Software den Comic Preisführer heraus. Der Unterschied zum Preiskatalog von Norbert Hethke und Andreas Krägermann war die Form. Er erschien auf CD und nicht auf Papier. Neben den Preisnotierungen waren 2.800 Cover abgebildet. Der Clou war die eigene Bestandsverwaltung des persönlichen Comicbestandes mit Druckfunktionalitäten der Bestands- und Fehllisten sowie einer „Gewinn- und Verlustrechnung“. Auch hier gab es nur eine Ausgabe.
Im Internet gibt es seit 2002 den Comic Guide, der fast alle in deutscher Sprache veröffentlichten Comics mit derzeit aktuellem Sammlerpreis auflistet, und oft zusätzliche Informationen wie Titellisten der einzelnen Bände einer Reihe, Unterschiede zwischen den Auflagen, genaue Erscheinungsdaten, Coverabbildungen und vieles mehr bietet. 
Die Sammlerpreise weichen bei beiden Katalogen oft vom Allgemeinen Deutschen Comic-Preiskatalog stark ab.